# Homoneura dichroa
Homoneura dichroa är en tvåvingeart som först beskrevs av Meijere 1915.  Homoneura dichroa ingår i släktet Homoneura och familjen lövflugor. Inga underarter finns listade i Catalogue of Life.